# Sefer ha-Razim

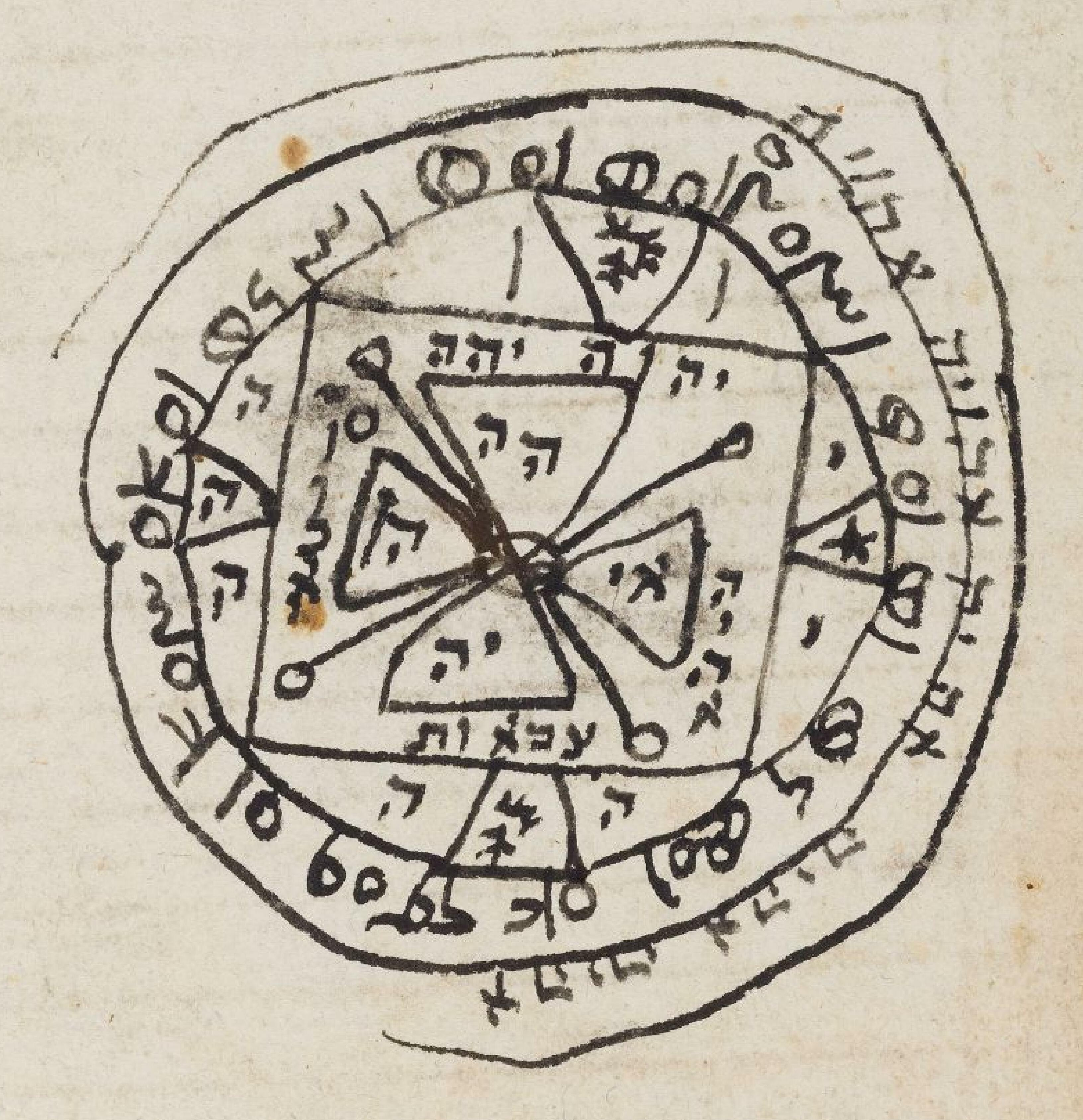

De Sefer ha-Razim ('Boek van de mysteriën') is een joods handboek over de praktische toepassing van magie. Het werk behoort tot de Hechalot-literatuur, vroege esoterische en mystieke teksten. Van het boek zijn fragmenten bewaard gebleven. Het ontstond vermoedelijk eind 3e of vroege 4e eeuw. Het bevat gedetailleerde instructies voor allerlei toepassingen van magie, zoals heling van mensen, de bereiding van liefdesdrank, de onderwerping van vijanden, omgang met goddelijke krachten, en waarzeggerij. Sommige spreuken zijn bindspreuken die veel voorkwamen in klassieke magie. Er zijn zeven hoofdstukken, die tezamen een beschrijving geven van de zeven hemelen. In de hoogste hemel bestaat volgens de auteur geen magie, in de laagste juist veel. 